# 车里雅宾斯克州州徽

車里亞賓斯克州州徽

車里雅賓斯克州州徽以紅色盾牌為底，盾牌上是一隻雙白色雙駝峰駱駝，負著黃金行李。其上頭的皇冠表示車里雅賓斯克州是俄羅斯聯邦主體之一，盾牌兩旁的紅色列寧緞帶分別於1956與1970年頒贈，以嘉許車里雅賓斯克州的貢獻。背景的紅色盾牌象徵著本地區鋼鐵工、機械工、與動力機械專家的貢獻，同時也象徵此地豐富的工業發展潛力。白色駱駝象徵車里雅賓斯克州18世紀時曾經是伊塞特省，金黃色象徵南烏拉山的豐富資源與礦藏。
整個州徽整體來說象徵著車里雅賓斯克州在俄羅斯聯邦的地位，歷史、經濟、地理上的特色，以及其身為俄國西南方疆界的重要地位。